# Labesserette
 Labesserette  es una población y comuna francesa, situada en la región de Auvernia-Ródano-Alpes, departamento de Cantal, en el distrito de Aurillac y cantón de Montsalvy.

## Demografía
| 396 | 347 | 308 | 303 | 291 | 260 |
| Para los censos de 1962 a 1999 la población legal corresponde a la población sin duplicidades (Fuente: INSEE [Consultar]) |     |     |     |     |     |